# 吉野川市立山瀬小学校
吉野川市立山瀬小学校（よしのがわしりつ やませしょうがっこう）は、徳島県吉野川市山川町諏訪にある公立小学校。

## 概要

### 校歌
- 作詞・作曲: 岸清

## 沿革
- 1938年（昭和13年） - 瀬詰小学校と山崎両小学校を統合し、山瀬尋常小学校を設立。
- 1941年（昭和16年） - 山瀬国民学校と改称。
- 1947年（昭和22年） - 山瀬小学校と改称。
- 2004年（平成16年） - 町村合併のため吉野川市立山瀬小学校となる。

## 通学区域が隣接している学校
- 吉野川市立高越小学校
- 吉野川市立学島小学校
- 阿波市立久勝小学校
- 阿波市立伊沢小学校